# Професионална техническа гимназия „Васил Левски“
Професионална техническа гимназия „Васил Левски“ е професионална техническа гимназия в Горна Оряховица, България. Патрон на училището е Васил Левски. От 2020 г. директор на училището е Габриела Данаилова.

## История
През 1921 година в село Драганово е основано Държавно коларско училище. Поради увеличаващия се брой ученици, гимназията е преместена в Горна Оряховица. През 1930 година коларското училище се премества в сградите на пазарните палати. След създаването си училището носи имената Държавно коларо-железарско и автомобилно-каросерийно училище, Държавно средно механотехническо училище, Народна механотехническа гимназия. През 1939 година се полагат основите на сегашната сграда на гимназията. Избран е терен в новоизграждащата се част на града. България влиза във Втората световна война и строежът на сградата започва след три години. След 1945 година името е променено на Техникум по машиностроене и уредостроене. Първата учебна година в новата сграда е учебната 1947/1948. В началото на 50-те години е изграден спортния комплекс към гимназията. През 1955 г. се изграждат нови работилници. През 1958 името на училището е променено на Техникум по механотехника. През следващото десетилетие се изграждат киносалон, автосервиз и друго помещение за библиотеката. Техникумът приема ученици от много градове и села в Северния-Централен регион. Възспитаниците на техникума се профилират в различни направления и намират реализация в леката и тежката индустрия. През 1971 техникумът тържествено отбелязва 50-годишния си юбилей. Техникумът получава орден „Кирил и Методий“ втора степен поради огромните си заслуги в образованието в региона. Апостолът на свободата Васил Левски е избран за патрон на гимназията през 1991. От 2003 техникумът носи името Професионална техническа гимназия „Васил Левски“.

## Музей
Гимназията има музей, който е създаден от нейни възпитаници. В него се съхраняват грамоти, медали, знамена на училището, дипломни работи, архивни снимки и материали, свързани с историята на училището.

## Специалности
- топлотехника – топлинна, климатична, вентилационна и хладилна
- електрообзавеждане на подемна и асансьорна техника
- автотранспортна техника
- автомобилна мехатроника
- технология на машиностроенето
- стругарство

## Признания
- орден „Кирил и Методий“ втора степен (1971)
- грамота и вимпел Общонационалния комитет „Васил Левски“ (1996)

## Възпитаници
- Проф. д.и.н. Хитко Вачев – преподавател във Великотърновския университет
- главен инспектор Илиян Личев – зам.-директор на Областната дирекция на МВР

## Спорт
- Футболният отбор на ПТГ „Васил Левски“ е два пъти републикански шампион и един път вицешампион.